# Cal Nap (Falset)
Cal Nap és una obra de Falset (Priorat) inclosa a l'Inventari del Patrimoni Arquitectònic de Catalunya.

## Descripció
Edifici de planta rectangular bastit de maçoneria i obra arrebossada i pintada, de planta baixa i tres pisos i cobert per teulada a dos vessants. A la façana s'obren la porta i dues finestres i quatre balcons per planta, els dos centrals units en una balconada al primer nivell. Cal destacar la portalada de pedra i amb la data al centre de l'arc rebaixat, amb bona porta de fusta de dues dernes i sengles portelles. Presenta una decoració a base de motius vegetals que està, en part, malmesa.

## Història
Es tracta d'una construcció que marca l'aparició d'una nova tendència en la tònica constructiva a la localitat: la casa de pisos. Per altra banda, apareix també la incorporació d'elements decoratius, no gaire freqüents a la comarca.